# Grand Prix Mexika 1968
Grand Prix Mexika 1968 (oficiálně VII Gran Premio de Mexico) se jela na okruhu Autódromo Hermanos Rodríguez v Mexico City v Mexiku dne 3. listopadu 1968. Závod byl dvanáctým v a zároveň posledním v pořadí v sezóně 1968 šampionátu Formule 1.

## Kvalifikace
| Poř. | No. | Jezdec               | Konstruktér   | Čas     | Ztráta |
| ---- | --- | -------------------- | ------------- | ------- | ------ |
| 1    | 16  | Jo Siffert           | Lotus-Ford    | 1:45.22 | —      |
| 2    | 6   | Chris Amon           | Ferrari       | 1:45.62 | +0.40  |
| 3    | 10  | Graham Hill          | Lotus-Ford    | 1:46.01 | +0.97  |
| 4    | 1   | Denny Hulme          | McLaren-Ford  | 1:46.04 | +0.82  |
| 5    | 14  | Dan Gurney           | McLaren-Ford  | 1:46.29 | +1.07  |
| 6    | 5   | John Surtees         | Honda         | 1:46.49 | +1.27  |
| 7    | 15  | Jackie Stewart       | Matra-Ford    | 1:46.69 | +1.47  |
| 8    | 3   | Jack Brabham         | Brabham-Repco | 1:46.80 | +1.58  |
| 9    | 2   | Bruce McLaren        | McLaren-Ford  | 1:47.00 | +1.78  |
| 10   | 4   | Jochen Rindt         | Brabham-Repco | 1:47.07 | +1.85  |
| 11   | 12  | Moisés Solana        | Lotus-Ford    | 1:47.67 | +2.45  |
| 12   | 8   | Pedro Rodríguez      | BRM           | 1:47.80 | +2.58  |
| 13   | 21  | Jean-Pierre Beltoise | Matra         | 1:48.38 | +3.16  |
| 14   | 11  | Jackie Oliver        | Lotus-Ford    | 1:48.44 | +3.22  |
| 15   | 7   | Jacky Ickx           | Ferrari       | 1:49.24 | +4.02  |
| 16   | 23  | Johnny Servoz-Gavin  | Matra-Ford    | 1:49.27 | +4.05  |
| 17   | 18  | Vic Elford           | Cooper-BRM    | 1:49.48 | +4.26  |
| 18   | 17  | Jo Bonnier           | Honda         | 1:49.96 | +4.74  |
| 19   | 22  | Piers Courage        | BRM           | 1:50.28 | +5.06  |
| 20   | 9   | Henri Pescarolo      | Matra         | 1:50.43 | +5.21  |
| 21   | 19  | Lucien Bianchi       | Cooper-BRM    | 1:50.57 | +5.35  |

## Závod
| Poř.   | No. | Jezdec               | Konstruktér   | Počet kol | Čas/Odstoupení   | Pořadí na startu | Body |
| ------ | --- | -------------------- | ------------- | --------- | ---------------- | ---------------- | ---- |
| 1      | 10  | Graham Hill          | Lotus-Ford    | 65        | 1:56:43.95       | 3                | 9    |
| 2      | 2   | Bruce McLaren        | McLaren-Ford  | 65        | + 1:19.32        | 9                | 6    |
| 3      | 11  | Jackie Oliver        | Lotus-Ford    | 65        | + 1:40.65        | 14               | 4    |
| 4      | 8   | Pedro Rodríguez      | BRM           | 65        | + 1:41.09        | 12               | 3    |
| 5      | 17  | Jo Bonnier           | Honda         | 64        | + 1 kolo         | 18               | 2    |
| 6      | 16  | Jo Siffert           | Lotus-Ford    | 64        | + 1 kolo         | 1                | 1    |
| 7      | 15  | Jackie Stewart       | Matra-Ford    | 64        | + 1 kolo         | 7                |      |
| 8      | 18  | Vic Elford           | Cooper-BRM    | 63        | + 2 kola         | 17               |      |
| 9      | 9   | Henri Pescarolo      | Matra         | 62        | + 3 kola         | 20               |      |
| 10     | 3   | Jack Brabham         | Brabham-Repco | 59        | Tlak oleje       | 8                |      |
| Ret    | 23  | Johnny Servoz-Gavin  | Matra-Ford    | 57        | Zapalování       | 16               |      |
| Ret    | 14  | Dan Gurney           | McLaren-Ford  | 28        | Zavěšení         | 5                |      |
| Ret    | 22  | Piers Courage        | BRM           | 25        | Motor            | 19               |      |
| Ret    | 19  | Lucien Bianchi       | Cooper-BRM    | 21        | Motor            | 21               |      |
| Ret    | 5   | John Surtees         | Honda         | 17        | Přehřátí         | 6                |      |
| Ret    | 6   | Chris Amon           | Ferrari       | 16        | Převodovka       | 2                |      |
| Ret    | 12  | Moisés Solana        | Lotus-Ford    | 14        | Poškozené křídlo | 11               |      |
| Ret    | 1   | Denny Hulme          | McLaren-Ford  | 10        | Zavěšení         | 4                |      |
| Ret    | 21  | Jean-Pierre Beltoise | Matra         | 10        | Zavěšení         | 13               |      |
| Ret    | 7   | Jacky Ickx           | Ferrari       | 3         | Zapalování       | 15               |      |
| Ret    | 4   | Jochen Rindt         | Brabham-Repco | 2         | Zapalování       | 10               |      |
| DNS    | 17  | Jo Bonnier           | McLaren-BRM   | 0         | Motor            |                  |      |
| Zdroj: |     |                      |               |           |                  |                  |      |

## Průběžné pořadí po závodě
Pohár jezdců
|        | Pořadí | Jezdec         | Body |
| ------ | ------ | -------------- | ---- |
|        | 1      | Graham Hill    | 48   |
|        | 2      | Jackie Stewart | 36   |
|        | 3      | Denny Hulme    | 33   |
|        | 4      | Jacky Ickx     | 27   |
|        | 5      | Bruce McLaren  | 22   |
| Zdroj: |        |                |      |

Pohár konstruktérů
|        | Pořadí | Konstruktér  | Body |
| ------ | ------ | ------------ | ---- |
|        | 1      | Lotus-Ford   | 62   |
| 1      | 2      | McLaren-Ford | 49   |
| 1      | 3      | Matra-Ford   | 45   |
|        | 4      | Ferrari      | 32   |
|        | 5      | BRM          | 28   |
| Zdroj: |        |              |      |